# Habsburg-Laufenburg
Habsburg-Laufenbug er en sidegren til Huset Habsburg, som regerede over grevskabet Laufenburg fra 1232-1386. Området kom i habsburgernes besiddelse i 1173 under grev Rudolf 2. af Habsburg (d. 1232), som byggede en by i området. Rudolf betragtes i dag som byen Laufenburgs grundlægger. Efter hans død i 1232 blev familien splittet i en ældre østrigsk gren og en lufenburgsk linje, som omfattede det sydlige Aargau op til Zug og Willisau ved Vierwaldstättersøen. Selvom at domænet blev udvidet gennem ægteskaber, måtte de fleste rettigheder pantsættes pga. uheldig deltagelse i krig. I 1386 blev hele området solgt til den ældre østrigske linje, og i 1408 uddøde den mandlige linje af Habsburg-Laufenburg.